# 拥抱乌克兰，让欧盟更加强大

倡议LOGO

拥抱乌克兰，让欧盟更加强大（英语：Embrace Ukraine. Strengthen the Union，乌克兰语：Прийми Україну. Зміцни Союз）是乌克兰政府于2022年5月29日发起的宣传活动，旨在支持乌克兰加入欧盟。

## 背景
2022年2月24日，俄罗斯全面入侵乌克兰。2月28日，乌克兰正式申请加入欧盟，并完成所有必要手续。2022年6月，欧盟领导人举行会议，决定授予乌克兰欧盟候选国地位。
2022年5月28日，多个欧盟国家城市开展了和平集会，呼吁让乌克兰成为欧盟候选国。乌克兰最高拉达副议长奥莱娜·康德拉蒂克表示，这些集会将在米兰、维也纳、布鲁塞尔、柏林、巴黎、布拉格、华沙等地进行。 此外，乌克兰驻捷克大使叶夫根·佩尔比尼斯称，将在 6 月 23 日布鲁塞尔会议之前收集签名并提交给欧洲理事会： 
|                                                          | 大多数欧盟国家公民——占71%的人们认为，乌克兰是欧洲大家庭的一部分。重要的是，政治家们也要听到人民的呼吁，并做出必要的决定，巩固乌克兰（作为欧盟候选国）的法律地位。这将是我们为乌克兰的自由、欧洲的未来取得胜利的重要一步。乌克兰属于欧洲！ |
| ——Yevhen Perebyinis，叶夫根·佩尔比尼斯，乌克兰驻捷克大使 | |

### 标志
该宣传活动的标识由“绿企鹅传媒”（Green Penguin Media）设计。欧盟（EU）与乌克兰（UA）的缩写有一个共同的字母：U，它在活动标识中对应代表乌克兰。

## 开始
2022年5月29日，负责欧洲-大西洋一体化的副总理奥尔哈·斯特凡尼希纳（Olha Stefanishyna）呼吁签署请愿书，要求正式承认乌克兰为加入欧盟的候选国。她同时表示，美国网络平台Change.org上要求乌克兰加入欧盟的请愿书可以成为另一个 "富有影响力和说服力的工具"。
|                       | 当今，整个乌克兰都支持加入欧盟。在战争爆发后的第四天，我们申请加入欧盟，我们预计将获得候选国地位。乌克兰绝对准备好了，乌克兰人民对民主和自由原则的承诺是毋庸置疑的；自2014年以来，我们实施了一系列改革，并执行了很大一部分的欧盟法律。目前，我们正在与欧盟各国就这一问题进行密切对话，本次宣传活动会支持和加强我们的对话。一个强大的欧洲，一个拥有美好未来的欧洲，不能没有乌克兰。 |
| ——奥尔哈·斯特凡尼希纳 | |